# Gösser Bierklinik

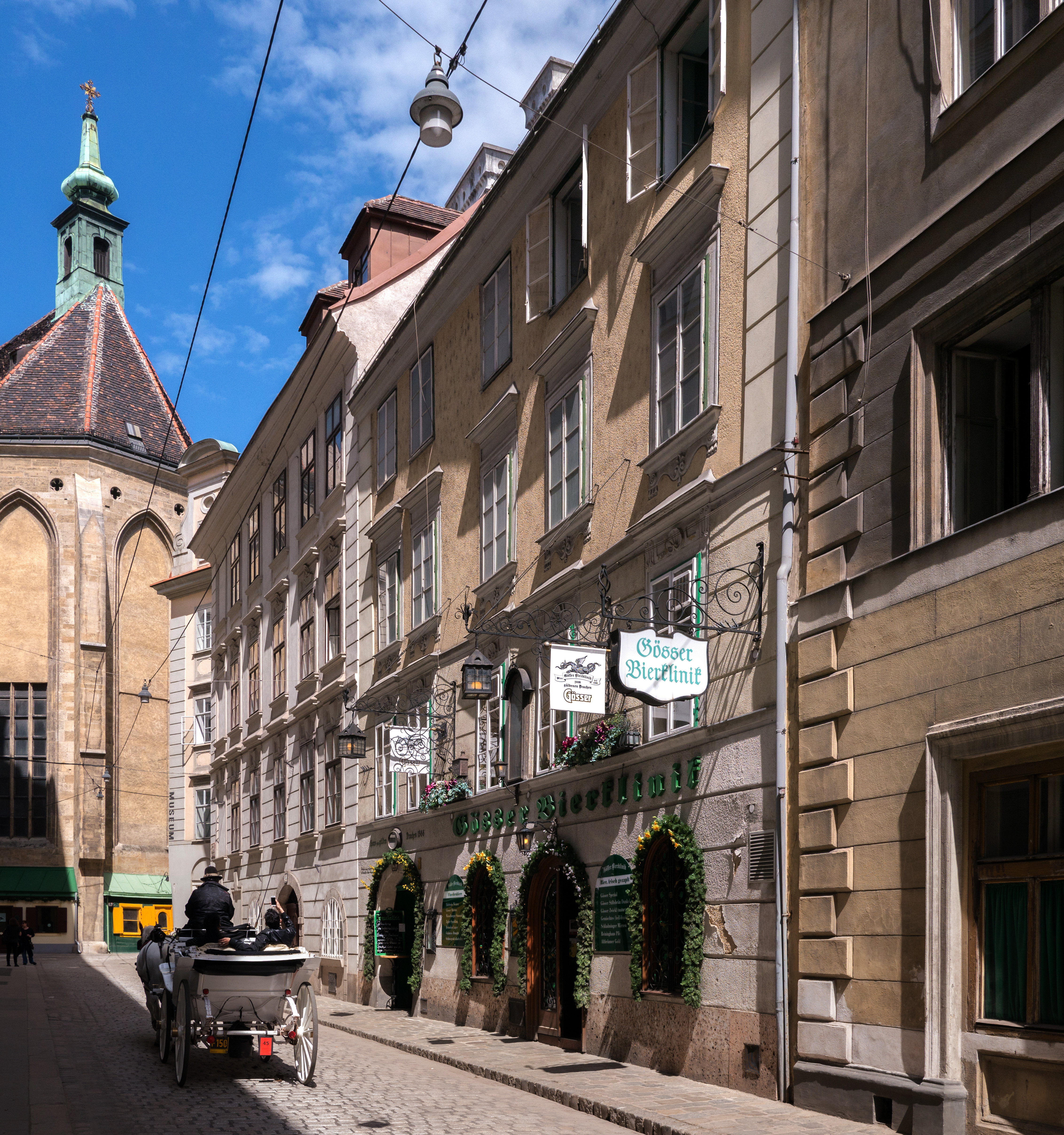
Gösser Bierklinik

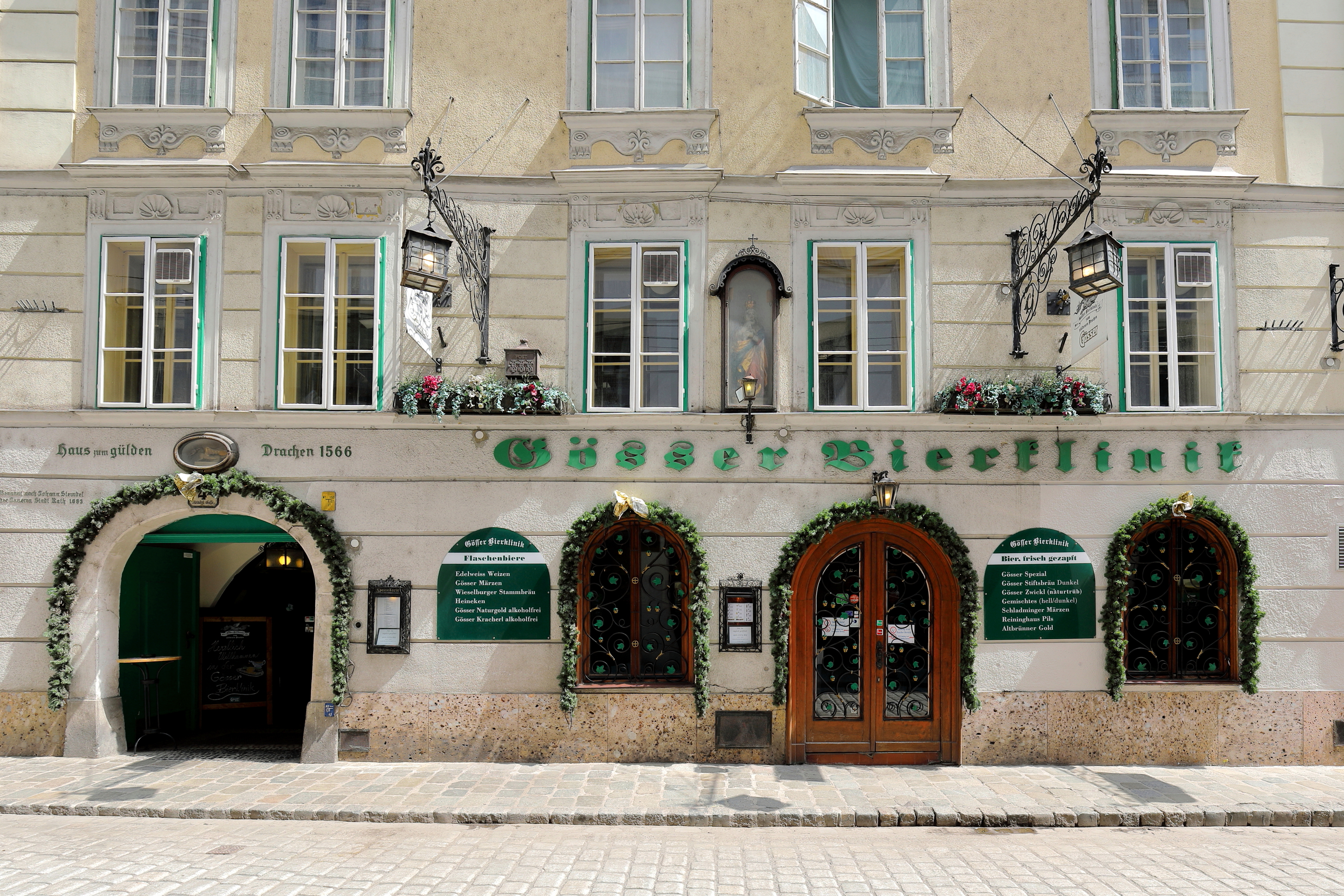
Eingangsbereich

Die Gösser Bierklinik, auch Zum Steindl, war ein traditionsreiches Gasthaus in der Wiener Innenstadt.

## Geschichte

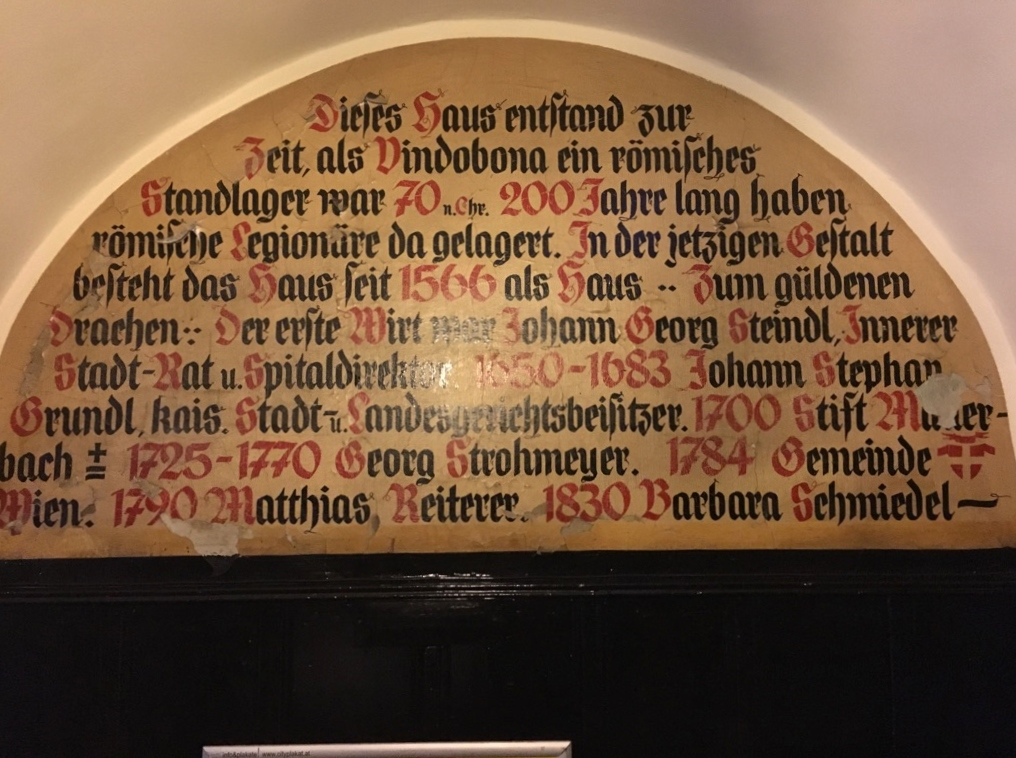
Inschrift

Auf einer Inschrift im Hauseingang ist zu lesen: „Dieses Haus entstand zur Zeit, als Vindobona ein römisches Standlager war, 70 n. Chr. 200 Jahre haben römische Legionäre hier gelagert.“ Der Bezug zum römischen Standlager wird von Wien Geschichte Wiki als „eine kühne Behauptung“ klassifiziert.
Urkundlich erwähnt wird das Haus erstmals 1406 mit der Bezeichnung „unter den Pheilsniczern (Pfeilschnitzern) gegen der geistlichen Herren von Mauerbach über“. 1465 erlaubten der Prior Martin und der Konvent des Kartäuserklosters zu Mauerbach dem Besitzer Veit Hindperger, einen Bogengang zwischen dem Haus und dem Seitzerhof zu errichten, um die gute Nachbarschaft zu erhalten. Dieser Bogengang blieb bis ins 19. Jahrhundert erhalten. Ein weiterer Eintrag aus dem Jahr 1566 nennt den Schuster Hans Präntlin als Besitzer. Der Hausname lautete damals bereits „Zum güldenen Drachen“. Noch heute steht die Inschrift „Haus zum güldenen Drachen 1566“ über der Tür. Auch das zugehörige Hauszeichen, ein vergoldeter Drache aus dem 17. Jahrhundert, befindet sich über dem Eingang zum Lokal, heute hinter Glas, zum Schutz vor der Witterung. Auch eine bemalte, mutmaßlich spätgotische Marienstatue, angebracht in einer Mauernische zwischen den Mittelfenstern des ersten Stocks, ist erhalten.
Der Kern des Hauses soll aus dem 14. Jahrhundert stammen. In der jetzigen Gestalt besteht das Haus seit 1566. Für 1665 lässt sich als Besitzer Johann Georg Steindl (Staindl) belegen, der das Haus als Lohn für seine Tapferkeit während der zweiten Wiener Türkenbelagerung im Jahre 1683 geschenkt bekommen haben soll. Er soll auch Ratsherr und Spitalsdirektor gewesen sein und in diesem Haus eine Gastwirtschaft eröffnet haben. Forschungen der Österreichischen Akademie der Wissenschaften ergaben, dass Steindl 1683 bereits verstorben war und dass weiters seine Funktionen als Ratsherr und Spitalsdirektor nicht nachweisbar sind. Jedoch steht fest, dass er dem Haus mit der Einrichtung eines Gasthauses seine bis heute währende Bestimmung gab. Auch tragen das Haus und die Gasse heute seinen Namen, der Schriftzug Zum Steindl (nachweisbar ab 1701) steht auf der Fassade. Selbst der Name Bierklinik ließe sich gut auf eine Doppelfunktion Steindls zurückführen. Bislang unbelegt ist auch der folgende Besitzer, Johann Stephan Grundl, kaiserlicher Stadt- und Landgerichtsbeisitzer, der lediglich auf der Inschrift im Hausinneren erwähnt ist.

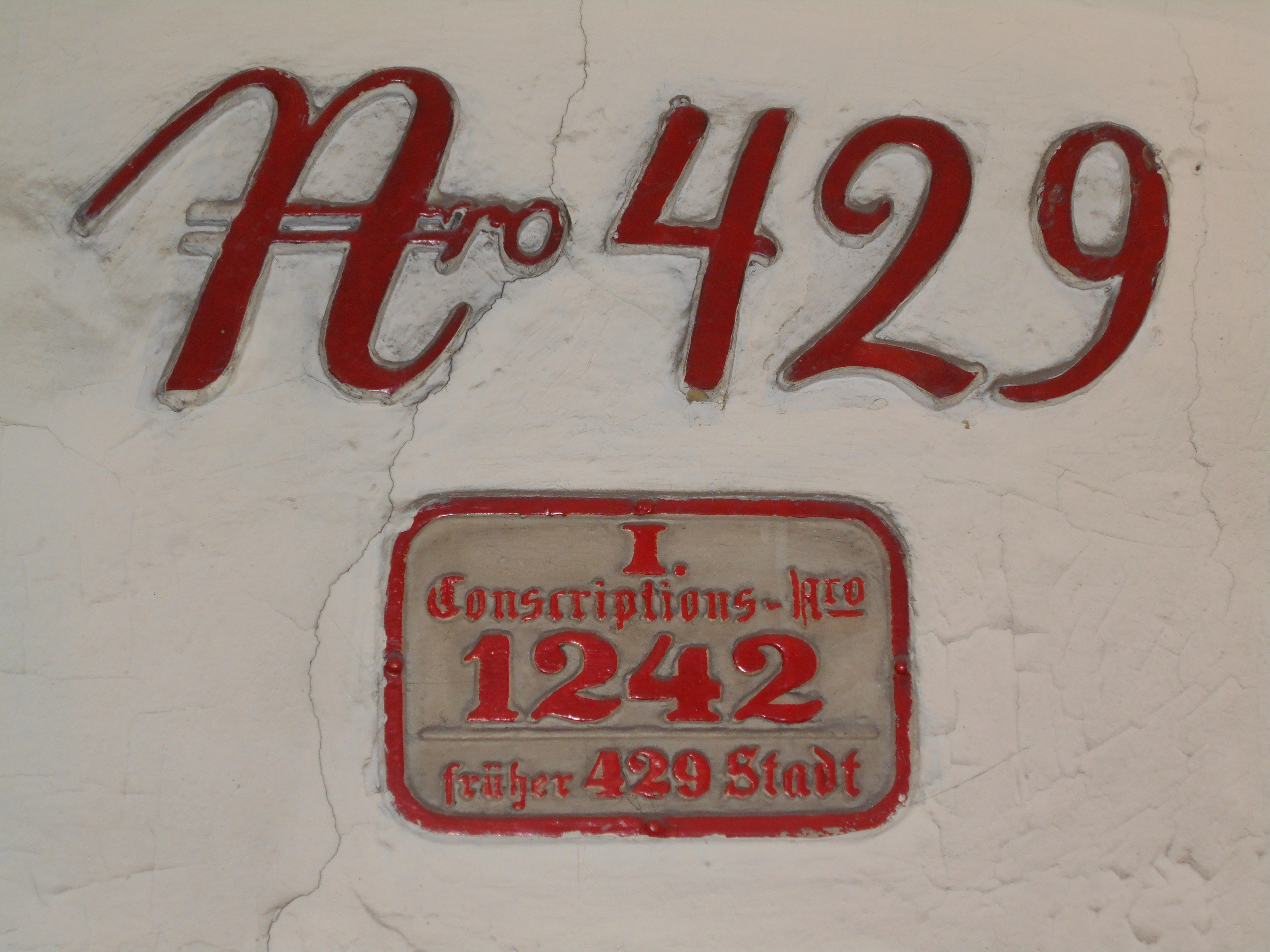
Konskriptionsnummer

Erst ab 1776 bestehen Eintragungen im städtischen Grundbuch zu diesem Haus. 1784 ging vermutlich das Grundstück in den Besitz der Gemeinde Wien über, nicht aber das Haus. Die Konskriptionsnummer änderte sich mehrfach. Vor 1795 lautete sie 251, bis 1821 lautete sie 462 und schließlich – bis 1862 – 429. Bis 1922 hieß die Gaststätte Pilsner Bierklinik. Seit Ende 1923 befindet sich das Gebäude im Besitz der Gösser Brau A.G., die es seither verpachtet.
Im Zweiten Weltkrieg wurde das Haus schwer beschädigt. Am 10. September 1944 zerstörte eine Kettenbombe den dritten und teilweise auch den zweiten Stock. Eine weitere Bombe schlug schief in das Straßenpflaster vor dem Haus, drang in den Keller und tötete vier italienische Arbeiter, die dort Schutz gesucht hatten. Auch die Gaststätte, damals Zum Gösser Stüberl genannt, wurde beschädigt. Der Wirt, Hanns Stiedl, und die Gösser Bräu beteiligten sich am raschen Wiederaufbau. Das Haus war eines der ersten der Innenstadt, die wieder hergestellt wurden.
Seit 1988 war Hieronymus Kos der Pächter. Im Jahr 2000 wurde das Lokal renoviert – „zugunsten der besonderen Atmosphäre des Hauses und ihrem früheren Aussehen“.
Das Haus steht unter Denkmalschutz. Die Gösser Bierklinik gilt als das „älteste erhaltene Wirtshaus Wiens“. Anfang 2025 wurde das Gasthaus geschlossen.

## Besitzer, Gastwirte
Inschriften im Hauseingang der Gastwirtschaft:
| - Johann Georg Steindl - Johann Stephan Grundl - 1700 Stift Mauerbach - 1770 Georg Strohmayer - 1784 Gemeinde Wien - 1790 Matthias Reiterer |  | - 1830 Barbara Schmiedel - 1896 Anton Polan - 1923 Otto Petter - 1926 Hans Stiedel - 1988 Hieronymus Kos |

## Biere, Speisen
Entsprechend ihrem Namen bietet die Gösser Bierklinik eine Reihe Biere vom Fass und in der Flasche an, nicht nur der Marke Gösser Bier, sondern auch von anderen Herstellern.
Neben einem Tagesteller wird eine reguläre Speisekarte angeboten. Diese beinhaltet klassische Gerichte der Wiener Küche, insbesondere Gulasch, Blunzengröstl und Kalbsbeuschel, die auch in kleineren Portionen angeboten werden, sowie die obligaten Suppen und Mehlspeisen.

## In der Literatur
Thomas Bernhard schildert in seinem Prosatext Meine Preise die Grillparzer-Preisverleihung, in deren Rahmen er sich als Preisträger, von dem niemand Notiz nahm, gedemütigt fühlte – sowohl von den Vertretern der Akademie der Wissenschaften, als auch von der sozialistischen Kulturministerin, die ausgerufen haben soll: „Ja, wo ist denn der Dichterling?“ Daraufhin soll er die Akademie der Wissenschaften verlassen haben und mit Freunden „in die sogenannte Gösser Bierklinik“ essen gegangen sein. Die Zeit kommentierte lakonisch die Wahl des Lokals, „mit deren Namen alles gesagt ist“.
In Wittgensteins Neffe ist es allerdings nicht mehr die Gösser Bierklinik, die er nach der Preisverleihung aufsucht, sondern das Sacher.